# En el corazón del laberinto
En el corazón del laberinto es el séptimo álbum de estudio de Skay Beilinson y su grupo Los Fakires, es el álbum de estudio sucesor de El engranaje de cristal (2016). Salió a la calle el 9 de agosto de 2019 bajo el sello Ultrapop Records. Consta de 10 canciones. La mayoría de ellas fueron escritas por Skay Beilinson, salvo la canción «El valor del encanto», cuya letra es un poema de Cristal Belén Fernández del hogar Juanito. Otra de las canciones fue escrita por Daniel Amiano. El disco tiene en su portada el primer plano de un ojo. Las canciones fueron presentadas durante los días jueves. Es el primer disco con Leandro Sánchez en la batería. Las bases de guitarra estuvieron a cargo de Beilinson, y la producción fue hecha por Rocambole, al igual que todos los álbumes de Skay Beilinson.

## Lista de canciones
Todos las canciones fueron compuestas por Skay Beilinson, excepto «El valor del encanto» con letra de Cristal Belén Fernández y «En la cueva de San Andrés» con letra de Daniel Amiano y música de Skay Beilinson.
1. «El sueño de la calle Nueva York» (3:26)
2. «El ojo testigo» (2:45)
3. «Late» (2:40)
4. «El valor del encanto» (3:06)
5. «Tam-Tam» (2:56)
6. «Plumas de cóndor al viento» (3:46)
7. «En la cueva de San Andrés» (3:08)
8. «La estatua de sal» (3:12)
9. «Las flores del tiempo» (3:30)
10. «Esdrújulas en órbita» (2:19)

## Integrantes
- Skay Beilinson: Voz y guitarra.
- Claudio Quartero: Bajo.
- Javier Lecumberry: Teclados.
- Leandro Sánchez: Batería
- Rocambole: Arte de tapa.
- Negra Poli: Psiquis.
- Joaquín Rosson: Programación, grabación y mezcla.

## Músico invitado
- Hugo Lobo: Trompeta, trombón y flugelhorn en «El sueño de la calle Nueva York».

## Músico de gira
- Richard Coleman: Guitarra eléctrica.